# Kapila Vatsyayan
Kapila Vatsyayan (hindi: कपिला वात्स्यायन)  (Delhi, 25 de desembre de 1928 - Delhi, 16 de setembre de 2020) fou una acadèmica índia capdavantera en disciplines diverses: art, arquitectura, història de l'art i dansa clàssica. També havia estat membre del parlament i buròcrata, treballant com a directora fundacional al Indira Gandhi National Centre for the Arts.

## Biografia
Nasqué a Delhi, filla de Ram Lal and Satyawati Malik. El seu germà gran és en Keshav Malik, poeta i crític d'art. Es casà amb Sachchidananda Hirananda Vatsyayan, un escriptor, crític literari i periodista molt reputat en context indi que escribia sota el sobrenom d'Ajneya. Estigueren casats entre 1956 i 1969, any en què se separaren.

## Carrera professional

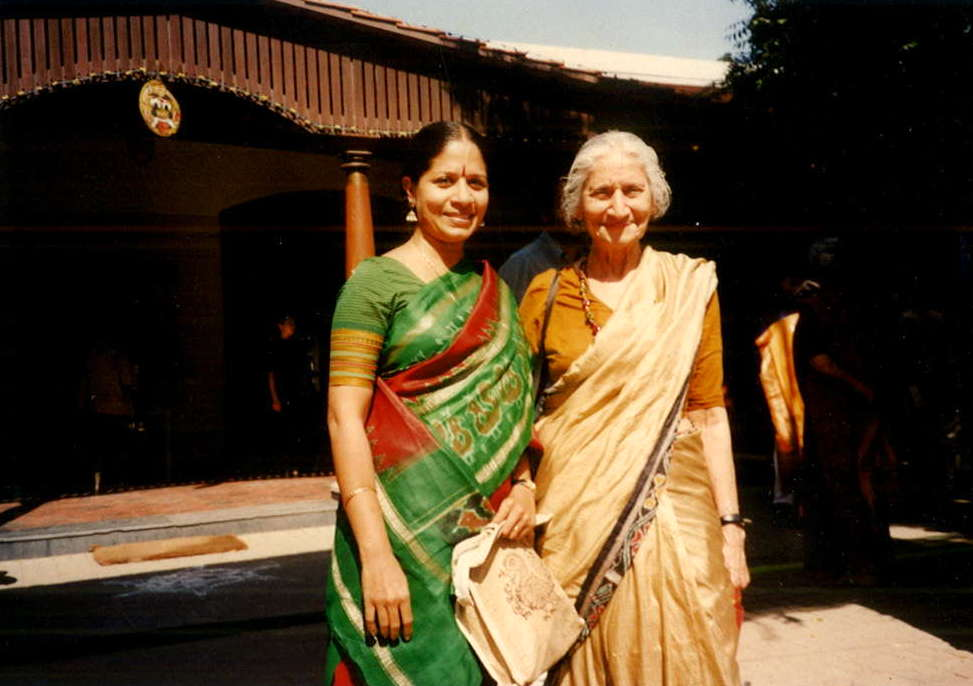
Kapila Vatsyayan (dreta) amb Lakshmi Ramaswamy, a la Natya Kala Conference, 2008.

Formada en el món de la dansa, practicant dansa clàssica india, des de Kathak fins a Bharatanatyam o Manipuri, els seus interessos es movien entre la dansa tradicional i la practicada en èpoques més recents. Provinent d'una família india progressista, Vatsyayan també estudià art occidental, sànscrit, llengües indies i altres matèries que l'ajudaren a crear consciència de la realitat cultural índia.
Obtingué un màster en literatura anglesa de la universitat de Delhi, on estudià sota la tutela de Sir Morris Goyer, cap de justícia d'Índia. Després, marxà als Estats Units amb una beca Barbour Fellowship (dotació atorgada a dones asiàtiques a través d'un examen escrit) per fer un segon màster, aquest cop en educació per la universitat de Michigan, a Ann Arbor. Durant aquest període als Estats Units, feu amistat amb Hanya Holm, ballarina moderna, i Alwin Nikolais, coreògraf. Completà els seus estudis amb un doctorat per la Banaras Hindu University.
El 1987 fou una dels membres fundacionals del Indira Gandhi National Centre for the Arts (Indira Kalakendra), la primera organització dedicada a les arts a nivell nacional a Índia, amb la seva seu a Delhi. El 1993 fou nomenada directora acadèmica, càrrec que mantingué fins al 2000, any en què fou retirada pel govern. Al 2005 hi hagué un canvi de govern i li retornaren el seu antic càrrec. També treballà com a secretària del govern al ministeri d'educació. En aquest moment, Vatsyayan s'encarregà d'establir un gran nombre de centres d'educació secundària. Fou la presidenta de l'Asia Project al India International Centre, a Nova Delhi.
El 1997 participà en la pel·lícula Dance of the Wind, dirigida per Rajan Khosa, on Vatsyayan fa el paper de Karuna Devi, la mare de la protagonista, una ballarina de dansa tradicional Índia.

## Beques, premis i altres distincions
El 1970, Vatsyayan rebé una beca atorgada per la Sangeet Natak Akademi, l'acadèmia nacional de música, dansa i teatre d'Índia. Aquest mateix any també li fou atorgada la John D. Rockefeller 3rd Fund. Aquesta beca és un ajut al desenvolupament de les institucions culturals i l'art contemporani als Estats Units i Indonèsia. El 1975 se li atorgar la prestigiosa Jawaharlal Nehru Fellowship. Aquesta distinció l'acompanyà la Lalit Kala Akademi Fellowship, aquest cop, atorgada per la Lalit Kala Akademi, l'acadèmia nacional de belles arts (1995).
El 1992 L'Asian Cultural Council honorà Vatsyayan amb el John D. Rockefeller 3rd Award, premi que reconeixia a Vatsyayan el seu èxit professional destacat, així com la seva important contribució a la comprensió, pràctica i estudi internacional de la història de la dansa i l'art de l'Índia. També va rebre el "Outstanding Contribution to Dance Research" award, premi atorgat pel Congress on Research in Dance (CORD). L'any 2000 Vatsyayan rebé el Rajiv Gandhi National Sadbhavana Award i, al 2011, el Padma Vibhushan, premi atorgat pel govern indi, que és la segona distinció més important que es pot donar a un civil.

## Publicacions
Vatsyayan fou una autora força prolífica, investigant específicament en diversos aspectes de la dansa tradicional i les arts d'Índia. Els seus interessos no només estaven centrats en el món antic, sinó també en el món contemporani. Alguns dels seus títols més destacats són The Square and the Circle of Indian Arts (1997), Bharata: The Natya Sastra (1996), i Matralaksanam (1988).